# Derecho de pontazgo
El derecho de pontazgo fue un tributo cuyos orígenes se encuentran en la Edad Media en toda Europa y por el cual aquellas personas que cruzaban un puente pagaban una cantidad, en forma de lo que en la actualidad se conoce como arancel o peaje, en función del lugar de su residencia, su número y los bienes que portaban al paso.
Durante el feudalismo constituyó un instrumento de financiación de los nobles en las tierras de su propiedad y que los vasallos debían pagar. Aquellos que residían en el señorío, o estaban exentos o pagaban cantidades reducidas; sin embargo, quienes procedían de otras tierras debían satisfacer cantidades mayores. Con la progresiva desaparición del régimen feudal, el pontazgo se redujo al pago del tributo en los puentes de las grandes vías que comunicaban las poblaciones, quedando fuera de su ámbito aquellos ubicados dentro de las ciudades, salvo excepciones. Por extensión, a partir de los siglos XV y XVI se denominó así a toda exacción que se cobraba a los ciudadanos que no eran de la villa o ciudad y que cruzaban el río, aunque no fuera por los puentes, de tal suerte que se convirtió en un tributo por acceder a los mercados públicos.
Con la colonización europea de América se trasladó el impuesto a las nuevas sociedades de ultramar, tanto en aquellas dependientes de España y Portugal, como de Inglaterra. La figura se mantuvo sin muchos cambios hasta la llegada de la ilustración. Las nuevas ideas de apertura de la economía y favorecimiento del comercio chocaban con el gravamen impuesto al tráfico de mercancías. Durante el siglo XVIII se produjo una notable decadencia y muchos pasos quedaron francos. No obstante, se siguió estableciendo en las nuevas construcciones a modo de peaje.  Será en el siglo XIX cuando entre definitivamente en crisis con el liberalismo emergente al dificultar el desarrollo económico y encarecer los productos en sus exportaciones y en España fue derogado como tal por Real Orden del 31 de diciembre de 1881.
El uso del término a partir del siglo XX se ha mantenido, en especial en América del Sur, en las legislaciones de distintos Estados referido a lo que en otros lugares se conoce como peaje o contribuciones especiales, y grava el tráfico rodado entre distintos puntos de una misma ciudad cuando se cruza algún puente. Así, la Constitución peruana de 1979 establece en su artículo 277 que son bienes de las entidades locales, entre otros, «la contribución por peaje, pontazgo y mejoras de las obras que ejecutan».